# Johann Gottfried Frey

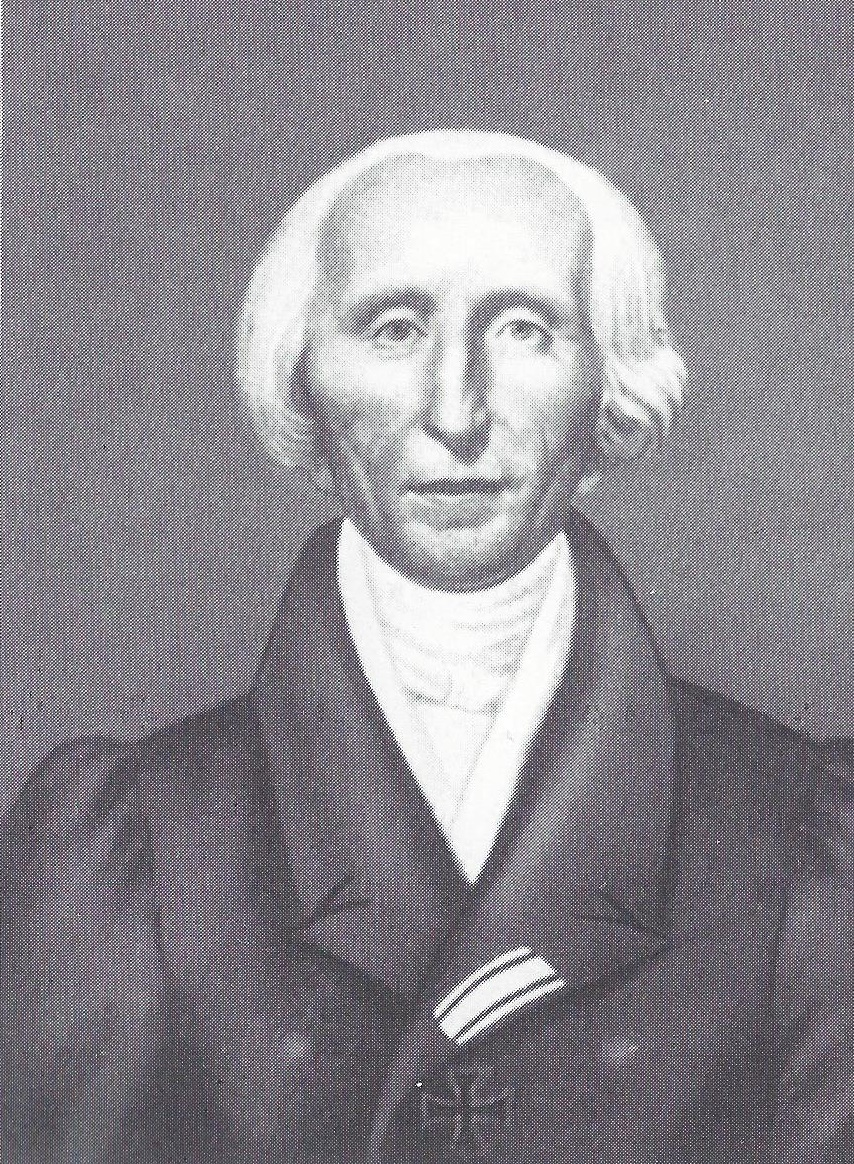
Johann Gottfried Frey

Johann Gottfried Frey (* 28. März 1762 in Königsberg i. Pr.; † 25. April 1831 ebenda) war ein deutscher Beamter in Preußen. Von ihm stammen die Grundlagen der Preußischen Städteordnung von 1808. 

## Leben
Sein Vater Georg Andreas Frey (1724–1770) war Oberstrommeister in Königsberg. Seine Mutter war Elisabeth Juliane geborene  Heister. Bereits im Alter von 16 Jahren wechselte Frey vom Gymnasium zur Albertus-Universität Königsberg. Dort studierte er Rechtswissenschaften beschäftigte sich aber intensiv auch mit anderen Fächern. Stark beeinflusst wurde er von der Philosophie Kants. Er war dessen Freund und zeitweise Tischgenosse des Philosophen. Aber auch die durch Christian Jakob Kraus vermittelten Lehren von Adam Smith waren für Frey von großer Bedeutung. Dennoch hat er staatlichem Handeln eine große Bedeutung zugemessen.
Im Jahr 1785 trat er in die Stadtverwaltung von Königsberg ein. Dort registrierte er zahlreiche strukturelle Schwächen und machte vergebliche Vorschläge zu Veränderungen. Ab 1801 war er besoldeter Stadtrat und Polizeiinspektor. Außerdem war er stellvertretendes Mitglied der Kriegs- und Domänenkammer für Ostpreußen. Damit gehörte er nicht nur der kommunalen, sondern auch der staatlichen Verwaltung an. Zu Beginn des Krieges von 1809 war er Polizeidirektor und stellvertretender Präsident der Stadt.
Historische Bedeutung gewann Frey als Mitarbeiter von Heinrich Friedrich Karl vom und zum Stein bei dessen Städteordnung von 1808 (siehe auch Städteordnung#Magistratsverfassung). Während seiner Zeit in Königsberg hat vom Stein im Haus Frey gewohnt. Einer Denkschrift zum Thema stellte Frey in Anlehnung an Kant und seine Beantwortung der Frage: Was ist Aufklärung? den Leitspruch voran: „Zutrauen veredelt den Menschen, ewige Vormundschaft hemmt sein Reifen.“ Frey war bestrebt, die staatliche Bevormundung abzubauen und gleichzeitig durch die Ermöglichung der Teilnahme gegen die Staatsferne des Bürgertums vorzugehen.
Frey war ein Gegner der Französischen Revolution, orientierte sich aber teilweise an deren Gesetzgebung. Verschiedene Einflüsse verbanden sich bei ihm zu einem eigenen Konzept. Angelehnt an die Antike sollte die städtische Selbstverwaltung in den Händen der gebildeten Klassen liegen.
Frey war ab 1809 Direktor in verschiedenen Abteilungen der Ostpreußischen Regierung (Justizbehörde). Dabei machte er sich in den (von Ostpreußen ausgehenden) Befreiungskriegen um das Lazarettwesen in Königsberg verdient. Im Jahr 1826 schied er aus dem Dienst aus.
Er war Mitglied der Freimaurerloge Zu den drei Kronen in Königsberg und zeitweise deren Meister vom Stuhl.

## Familie
Er heiratete 1791 Caroline Luise Schlee (1774–1814), eine Tochter des Johann Gottlieb Schlee, Präsident  der Seehandlung in Berlin. Das Paar hatte zwei Söhne und vier Töchter, darunter Franziska Natalie (* 1801; † 20. Mai 1838) die den preußischen Minister Alfred von Auerswald heiratete.

## Ehrungen
- Eisernes Kreuz am weißen Bande (1814)
- Dr. phil. h. c. der Albertus-Universität Königsberg (1817)